# Filles de Job
 (juin 2017).
Les Filles de Job (ou Job's Daughters International) est un mouvement de jeunesse et un organisme paramaçonnique américain destiné aux filles de 10 à 20 ans ayant un lien de parenté avec un maître maçon.

## Histoire
À l'origine le mouvement de jeunesse se nommait The international Ordre of Job's Daughters ; un vote en 2004 lui ayant donné sa désignation actuelle. Il fut fondé par Ethel Theresa Wead Mick dans la ville d'Omaha, Nebraska, en 1920 avec l'assistance de son mari.
Les Filles de Job font ainsi référence au récit biblique : «Il n'y avait pas dans tout le pays d'aussi belles femmes que les filles de Job. Leur père leur accorda une part d'héritage parmi leurs frères.»
L'idée de la créatrice était de réunir des jeunes filles pour leur inculquer des valeurs morales établies sur la Bible et le patriotisme américain. Les Filles de Job n'est pas une organisation religieuse - ni même une religion - mais elle exige de ses membres la croyance en Dieu et le respect de la Bible.

## Organisation
L'organisation coïncide avec celle de la franc-maçonnerie. Une loge est appelée Bethel et un collège d'officiers est élu en son sein. Le titre d'honorable reine (Honored Queen) correspondant de ce fait au vénérable maître.
Un Bethel est par ailleurs encadré par une structure adulte appelée Conseil du Bethel. Il est dirigé par un gardien (une femme ayant un lien ténu avec un franc-maçon) et un gardien associé (un maître maçon). Le conseil comprend d'autres officiers à l'égal du gardien-trésorier ou du gardien-secrétaire.

### Officiers d'un Bethel
Par ordre hiérarchique :
- Officiers élus :

1. Honorable reine
2. Princesse sénior
3. Princesse junior
4. Guide
5. Maréchale

- Officiers nommés :

1. Gardien senior
2. Gardien junior
3. Enregistreur
4. Bibliothécaire
5. Chapelain
6. Trésorier
7. Premier messager
8. Deuxième messager
9. Troisième messager
10. Quatrième messager
11. Cinquième messager
12. Garde intérieur
13. Garde extérieur
14. Harmoniste

Les filles ayant terminé leur charge d'honorable reine obtiennent le titre de passée honorable reine (ou PHR).
Généralement, la nomination aux différents offices est hiérarchique dans le sens où il faut être passé par l'un pour accéder à l'autre.

### Structure du mouvement
Le mouvement est structuré autour d'un Suprême Bethel à vocation international et dirigé par l'honorable reine du Suprême Bethel. 
Il se décompose en juridictions autonomes appelées : grands Bethel. Il y a théoriquement un Grand Bethel par État aux États-Unis et un par pays dans lequel les Filles de Job sont implantées. 
Actuellement, on compte 32 grands Bethel aux États-Unis. Les Filles de Job ont une dimension internationale avec la présence de Bethel en Australie, au Brésil, au Canada et aux Philippines.